# Cultura de les catacumbes
La cultura de les catacumbes, ca. 2800-2200 ae, fou una cultura de l'edat del bronze que ocupava bàsicament la Ucraïna actual. Es relaciona amb la cultura iamna, i és un terme general per a referir-se a diverses cultures arqueològiques més petites de l'àrea.

## Economia i ritus funeraris
El nom deriva de les seues pràctiques d'enterrament. Són semblants a les de la cultura iamna, però amb un espai buit en la cambra principal, i això fa que siga una catacumba. S'han trobat restes d'animals en molt poques tombes.
En algunes tombes es modelava una màscara d'argila sobre la cara del difunt, creant una lleu associació amb la cèlebre màscara funerària d'or d'Agamèmnon (vegeu cultura de Tashkyt).
L'economia era sobretot ramadera, tot i que s'hi han trobat restes de gra. Semblen hàbils especialistes en el treball del metall.

## Origen i fi
L'origen de la cultura de les catacumbes és objecte de debat entre els estudiosos. Jan Lichardus n'enumera tres possibilitats:
- desenvolupament local només des de la prèvia cultura iamna,
- migració des d'Europa Central,
- origen oriental.

La cultura és la primera que duu terrissa decorada amb cordills a les estepes i mostra un ús prolix de destrals de guerra polits, cosa que la connecta amb Occident. Altres paral·lelismes amb la cultura d'Afanasevo, com les deformacions cranials, la connecten amb Orient.
La cultura de les catacumbes fou desterrada per la cultura Srubna al circa s. XVII ae, associada a l'expansió de les llengües iràniques o amb els cimmeris (classificats com a iranians, tracis o -antigament- celtes).

## Llengua
La composició lingüística de la cultura de les catacumbes no és clara. Dins la hipòtesi dels kurgans de Marija Gimbutas, és difícil negar un component indoeuropeu, sobretot en les darreres etapes. Situar ací l'ancestre del grec, l'armeni i els dialectes paleobalcànics és temptador, perquè explicaria característiques compartides.
Més recentment, l'arqueòleg ucraïnés V. Kubalka ha argumentat que la cultura iamna tardana de circa 3200-2800 ae, especialment els grups de Budzhak, Starosilsk, i Novotitarovka, podrien representar l'ancestre greco-armeni-ari (ari com a indoiranià) -greco-ari, greco-armeni-, i la de les catacumbes seria la dels indoiranians "unificats" (ca. 2500 ae) i més tard "diferenciats".
La versió de 1998 de Grigóriev de la hipòtesi armènia connecta aquesta cultura amb els indoaris, perquè el ritu funerari de les catacumbes té arrels en el Turkmenistan sud-occidental del mil·lenni IV ae (cementeri de Parjai).

## Nota
1. ↑  Jan Lichardus - La protohistoire de l'Europe, 1987, Book 1 Chapter III:III.1.A